# Ľudmila Milanová
Ľudmila Milanová (* 22. März 1967 in Kežmarok) ist eine ehemalige tschechoslowakische Skirennläuferin.

## Karriere
Milanová gewann ihre ersten Weltcuppunkte am 18. März 1984 in Jasná. Ein Jahr später bestritt sie am gleichen Ort bei den Juniorenweltmeisterschaften ihr erstes internationales Großereignis, wobei sie als bestes Ergebnis den 10. Rang im Riesenslalom erreichte.
1987 belegte sie bei den Weltmeisterschaften in Crans-Montana überraschend Platz 9 in der Alpinen Kombination. Nur wenige Wochen später feierte sie bei der Winter-Universiade in Štrbské Pleso den größten Erfolg ihrer Karriere. Sie gewann Gold in der Abfahrt und im Riesenslalom sowie Silber in der Alpinen Kombination. Diesen Erfolg konnte sie 1989 bzw. 1991 mit dem Gewinn einer weiteren Gold- sowie zweier Silbermedaillen wiederholen.
Milanová vertrat die Tschechoslowakei 1988 und 1992 bei den Olympischen Winterspielen, wobei sie ihre beste Platzierung 1992 in Albertville mit dem 15. Platz in der Alpinen Kombination erreichte.
Nach diesen Spielen ist sie als Skirennläuferin nicht mehr in Erscheinung getreten.

## Erfolge

### Olympische Winterspiele
- Calgary 1988: 24. Abfahrt, 29. Super-G, DNF Riesenslalom, DNF Slalom, DNF Alpine Kombination
- Albertville 1992: 15. Alpine Kombination, 24. Abfahrt, 24. Slalom, 34. Super-G, DNF Riesenslalom

### Weltmeisterschaften
- Crans-Montana 1987: 9. Alpine Kombination, 19. Riesenslalom[1], 20. Super-G[2], 30. Abfahrt[3], DNF Slalom[4]

### Weltcup
- 4 Platzierungen unter den besten 30

### Juniorenweltmeisterschaften
- Jasnà 1985: 10. Riesenslalom, 12. Slalom, 23. Abfahrt

### Universiade
- Štrbské Pleso 1987: 1. Abfahrt, 1. Riesenslalom, 2. Alpine Kombination
- Sofia 1989: 1. Alpine Kombination, 2. Riesenslalom
- Sapporo 1991: 2. Alpine Kombination